# 크르슈코

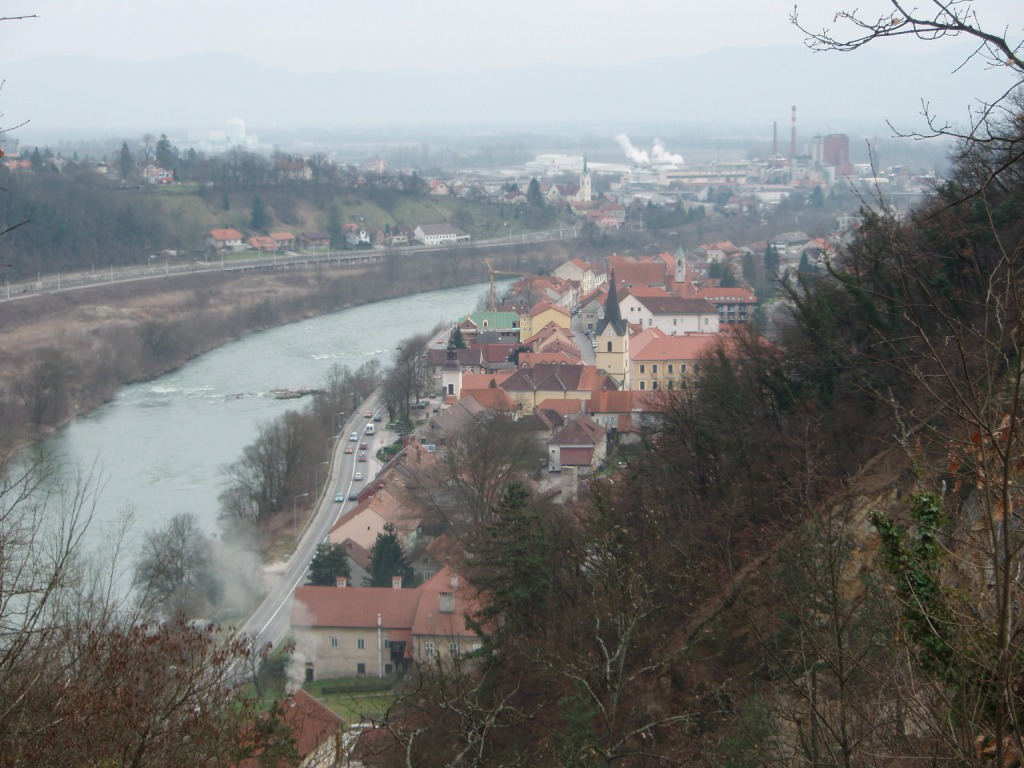
크르슈코

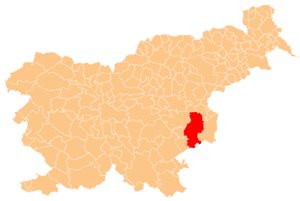
크르슈코의 위치

크르슈코(슬로베니아어: Krško)는 슬로베니아의 도시로 면적은 286.5km2, 높이는 163m, 인구는 25,167명(2002년 기준), 인구 밀도는 87.8명/km2이다. 시 남동부에는 슬로베니아의 유일한 원자력 발전소가 들어서 있다.

## 같이 보기
- 브레지체